# Sixt-Fer-à-Cheval
Sixt-Fer-à-Cheval är en kommun i departementet Haute-Savoie i regionen Auvergne-Rhône-Alpes i sydöstra Frankrike. Kommunen ligger i kantonen Samoëns som tillhör arrondissementet Bonneville. År 2022 hade Sixt-Fer-à-Cheval 728 invånare.

## Befolkningsutveckling
Antalet invånare i kommunen Sixt-Fer-à-Cheval
| Referens: INSEE |